# Bojna ladja
Bôjna ládja (tudi oklépnica) je tip velike vojne ladje, ki je bila značilna za pomorsko bojevanje pred in med prvo svetovno vojno ter drugo svetovno vojno. Prvo oklepnico sodobnega tipa (USS Monitor razreda monitor, 1862) so uspešno uporabili v času secesijske vojne.
Glavno oborožitev bojnih ladij so predstavljali topovi velikega kalibra, ki so bili namenjeni napadom drugih plovil, boju proti vojnim ladjam ter obstreljevanju kopenskih ciljev. Bojne ladje so večje, močneje oborožene in oklopljene kot križarke ali rušilci, vendar počasnejše. Od okoli leta 1875 do 2. svetovne vojne so bile bojne ladje kot največje oborožene ladje namenjene za dosego pomorske nadvlade in bile jedro pomorske moči. Z množično uporabo zračne moči (letalonosilk), vodenih izstrelkov in vodenih letalskih bomb so postale lahek plen mornariškega letalstva, veliki topovi pa za zagotovitev pomorske nadvlade niso bili več potrebni, tako da so bojne ladje počasi prenehali uporabljati.
Konstrukcija bojnih ladij se je razvijala z namenom, da bi pridobili in prilagodili tehnološke napredke zagotavljanja prednosti. Besedo bojna ladja so skovali okoli leta 1794 in pomeni okrajšanje fraze linijska bojna ladja, prevladujoče vrste lesene vojne ladje med dobo jadrnic. Izraz je prišel v formalno rabo v poznih 1880-tih in je opisoval vrsto oklopnic, sedaj poimenovanih pred-dreadnought bojne ladje. Leta 1906 je splovitev in začetek uporabe ladje HMS Dreadnought napovedal revolucijo v gradnji bojnih ladij. Vrsto takšnih bojnih ladij, na katere je vplivala konstrukcija ladje HMS Dreadnought, so poimenovali »dreadnought« - neustrašnež.
Bojne ladje so bile simbol pomorske nadvlade in nacionalne moči. Desetletja so bile glavni faktor tako v diplomaciji kot vojaški strategiji. Globalna oboroževalna tekma v konstruiranju bojnih ladij se je začela v poznem 19. stoletju in doživela vrhunec z razredom dreadnought, ter bila ena od vzrokov za prvo svetovno vojno, ki je videla spopade velikih flot, kot je na primer bitka pri Jutlandiji. Pomorski sporazumi iz 1920-tih in 1930-tih so omejili število, velikost in oborožitev bojnih ladij, vendar niso zaustavili razvoja gradenj. Tako zavezniki kot sile osi so med drugo svetovno vojno uporabile stare in novograjene bojne ladje.
V vrednost bojnih ladij so dvomili, celo v času njihovega slovesa. Navkljub ogromno virov potrošenih za gradnjo bojnih ladij je bilo le malo spopadov s samo bojnimi ladjami. Kljub njihovi velikanski ognjeni moči in zaščiti so bile bojne ladje vedno bolj ranljive pred veliko manjšimi, cenejšimi ubojnimi sredstvi in plovili; najprej pred torpedi in pomorskimi minami, kasneje pa pred letali in vodenimi izstrelki. Povečan obseg pomorskih spopadov je vodil do zamenjave bojnih ladij z letalonosilkami kot vodilnih ladij med drugo svetovno vojno. Zadnja zgrajena bojna ladja je bila HMS Vanguard (23). Gradnja se je začela še med drugo svetovno vojno, vendar je ladja dokončana šele leta 1946 (v službi do leta 1960). Bojne ladje so se v ameriški vojni mornarici obdržale med hladno vojno le za ognjeno podporo. Zadnji ameriški bojni ladji USS Wisconsin (BB-64) in USS Missouri (BB-63) so prenehali uporabljati leta 1991 in 1992, iz Registra pomorskih plovil (NVR) pa so ju izpisali leta 2006 in 1995.

## Zgodovina
Linijska bojna ladja 18. stoletja je bila sijajen uspeh obrtniškega in ročnega dela ter hkrati krona najbolj naprednih tehnik tistega obdobja. Dviganje in sestavljanje delov ladje so opravljali le s človeško delovno silo, s škripci, vitli in žerjavi na bobne. Na primer tram ladje je tehtal približno 3 tone. Za najtežja dela  so uporabljali kaznjence.
Ladje so tedaj gradili iz lesa. Zato so se morali oskrbeti z drevesi, predvsem s hrasti. Če raste na enem hektarju trideset stoletnih hrastov, so za gradnjo enega samega plovila posekali 100 hektarjev gozda. Potrebovali so še druge sestavine, kot so bori in jelke za jambore in prečnike za jadra, bresti za škripčevje in topovske podstavke, bukve za vesla, pušpan za osi v škripčevju ter orehi in topoli za kipe in okrasje. Ta problem je bil tako velik, da Anglija, pomorska velesila, sredi 18. stoletja skoraj ni več imela gozdov. Zato se je morala glede oskrbe z gradbenim lesom zanašati na svoje kolonije in tuje dežele. Drevesa so pogosto izbirali na osnovi načrtov največjih delov. Za gredelj in rebra bojne ladje so potrebovali kakih 3000 stoletnih hrastov, pri tem pa niso vštete druge sestavine, potrebne za gradnjo.
Štirikotne hrastove tramove so hranili deloma v morski vodi (za lažjo obdelavo), deloma pa v zavetju lop. Borovino in jelovino pa so vselej potopili v vodo, da ne bi izgubili smole in se preveč ne izsušili.
Ladjo so gradili več mesecev. Ko so postavili ladijski gredelj, so začeli nameščati sprednje prečno tramovje in krmo. Sledili so drugi deli konstrukcije, ki so sestavljali ogrodje ladje, in, ki so jih nato prekrili z leseno oplato. Hkrati so izdelovali ladijske krove in njihovo opremo.
Skupni stroški za bojno ladjo so znašali skoraj milijon funtov. To pomeni, da je bil za državo proračun mornarice še kako pomemben. Dok, v katerem so gradili ladjo, je bil obrnjen v smeri sever-jug, da sta se obe strani trupa bili deležni enake količine sončnih žarkov; če bi se namreč en bok sušil hitreje ali močneje od drugega, bi prišlo do neljubega krivljenja.
Najpomembnejše ladjedelnice so bile opremljene z velikimi suhimi doki, kjer so obnavljali in popravljali poškodovane ladje. Ko je ladja zaplavala v dok in so bile zapornice spet spuščene, so z močnimi hidravličnimi črpalkami izčrpali vodo iz doka.

### Linijske ladje
Linijska ladja je bila velika, lesena jadrnica na katero so namestili baterijo do 120 gladkocevnih topov in karonad. Linijska ladja je predstavljala postopni razvoj osnovne konstrukcije, ki izvira iz 15. stoletja. Povečala se je posebej velikost ladje, drugače pa se med usvojitvijo linijske taktike v zgodnjem 17. stoletju in koncem razcveta jadrnih bojnih ladij v 1830-tih osnovna konstrukcija ni veliko spreminjala. Od okoli leta 1794 se je za 'bojno ladjo' (najprej neformalno) uporabljal alternativni izraz 'linijska bojna ladja'.
Ogromno število topov, ki so streljali ob boku, je pomenilo, da je jadrajoča bojna ladja lahko uničila katerokoli leseno plovilo, razbila njen trup in jambore, ter ubila posadko. Efektivni doseg topov je bil nekaj sto jardov (nekaj 100 m), tako da je bila bojna taktika jadrnic delno odvisna od vetra.
Prva velika sprememba koncepta linijskih ladij je bila uvedba parnega pogona kot dodatnega pogonskega sistema. Parni pogon so v mornarice uvajali postopoma v prvi polovici 19. stoletja, najprej za manjša plovila, kasneje pa za fregate. Francoska vojna mornarica je uvedla parni pogon v linijske ladje z ladjo Napoléon z devetdesetimi topovi leta 1850. To je bila prva resnična parna bojna ladja. Napoléon je bila oborožena kot konvencionalna linijska ladja, njeni parni pogoni pa so ji dali hitrost 12 vozlov (22 km/h), ne glede na vetrovne razmere, kar je bilo potencialno odločilna prednost v pomorskem spopadu. Vpeljava parnega pogona je pospešila povečanje velikosti bojnih ladij. Francija in Združeno kraljestvo sta bili edini državi, ki sta zgradili floti lesenih parnih vijačnih bojnih ladij, čeprav je več mornaric imelo majhno število vijačnih bojnih ladij: Ruski imperij (9), Osmansko cesarstvo (3), Švedska (2), Neapeljsko kraljestvo (1), Danska (1) in Avstro-Ogrska (1).

### Oklepnice
Usvojitev parnega pogona je bil le eden od tehnoloških napredkov, ki je revolucioniziral konstrukcijo vojnih ladij v 19. stoletju. Linijske ladje so nadomestile oklepnice. Poganjal jih je parni pogon, zaščitene so bile s kovinskim oklepom in oborožene s topovi z visokoeksplozivnimi granatami.
Oklepnica je včasih sopomenka za bojno ladjo. Izraz oklepnica je ostal v rabi za železne in jeklene vojne ladje do 1880-tih, nato pa ga je nadomestil izraz bojna ladja.

#### Eksplozivne granate
Topovi, ki so streljali eksplozivne ali zažigalne granate, so bili glavna grožnja lesenim ladjam, tako da se je to orožje kmalu razširilo po uvedbi 8-palčnih (203 mm) granatnih topov kot del standardne oborožitve francoskih in ameriških linijskih ladij leta 1841.
V krimski vojni je šest linijskih ladij in dve fregate črnomorske flote Ruske imperialne vojne mornarice pod poveljsktvom admirala Nahimova uničilo sedem osmanskih fregat in tri korvete z eksplozivnimi granatami med bitko pri Sinopu novembra 1853. Kasneje med vojno so francoske oklepnice uporabile podobno orožje proti obalni obrambi v bitki pri trdnjavi Kinburn.
Čeprav so se ladje z lesenimi trupi lahko primerljivo kosale z granatami, kar se je pokazalo med drugo bitko pri Visu leta 1866, kjer se je sodobna lesena dvopalubna parna linijska ladja SMS Kaiser avstro-ogrske vojne mornarice najprej bočno spopadla z italijansko linijsko ladjo Affondatore, nato pa se zaletela v oklepnico Re di Portogallo, ki se ni potopila. Potem se je spopadla z oklepnico Maria Pia, ter vsega skupaj prejela 80 izstrelkov od italijanskih oklepnic, od katerih je bilo veliko granat, med njimi pa je bil vsaj en slepi 300 funtni (136 kg). Čeprav je izgubila kosnik in sprednji jambor, ter zagorela, je bila naslednji dan že pripravljena za bojevanje.

#### Železni oklep in gradnja
Razvoj visokoeksplozivnih granat je vodil do nujnosti rabe železnih oklepnih plošč. Leta 1859 je Francoska vojna mornarica splovila ladjo Gloire, prvo čezoceansko oklepno vojno ladjo. Njen profil je bil enak kot pri linijskih ladjah, paluba pa je bila zaradi omejevanja mase samo ena. Čeprav je bila izdelana iz lesa in je večinoma plula pod jadri, je imela Gloire vijak, njen leseni trup pa je bil varovan s plastjo debelega železnega oklepa. Gloire je pospešila nujno prenovitev ladjevja Kraljeve vojne mornarice, ki si je prizadevala proti franoski pridobitvi tehnološke prednosti.
Superiorno oklopljeno fregato HMS Warrior so splovili le 14 mesecev za Gloire, in obe državi sta začeli s programom gradnje novih oklepnic in prenove obstoječih linijskih ladij na vijak v oklepne fregate. Čez dve leti so  Kraljevina Italija, Avstro-Ogrska, Španski in Ruski imperij naročili oklepniške vojne ladje. Do oboroženega spopada oklepnic CSS Virginia/Merrimac in USS Monitor leta 1862 v bitki pri Hampton Roadsu med ameriško državljansko vojno je imelo vsaj osem mornaric oklepniške ladje.
Mornarice so preskušale različne postavitve topov: v kupolah (kot pri USS Monitor), v osrednjih baterijah ali barbetah, ter z ovni kot glavnim orožjem. Z razvojem parne tehnologije so pri gradnji ladij postopoma prenehali uporabljati jambore. Do sredine 1870-tih so za gradbeni material poleg kovanega železa in lesa začeli uporabljati jeklo. Oklepnica Redoutable Francoske vojne mornarice, načrtovana leta 1873 in splovljena leta 1876, je imela osrednjo baterijo in barbeto. Bila je prva vojna ladja na svetu, pri kateri so za osnovni in glavni gradbeni material uporabili jeklo. Francija je v 1870-tih prva začela masovno proizvajati jeklo po Siemens-Martinovem postopku. Pred tem jeklene plošče še niso bile tako kakovostne, tako da so zunanji spodnji del trupa izdelovali iz kovanega železa.

## Prva svetovna vojna
Vloga bojnih ladij v prvi svetovni vojni ni bila velika, saj v njej ni bilo večjih pomorskih bitk, v katerih bi sodelovale bojne ladje. V tej vojni se je izkazalo, da so velike in neokretne bojne ladje lahek plen podmornic.
Poleg tega je Velika Britanija nemško floto uspešno zadrževala v Severnem morju. Nemcem se tako z večino flote med prvo svetovno vojno ni uspelo prebiti v Atlantik, obe strani pa sta se tudi zavedali, da bi zaradi večjega števila britanskih ladij Dreadnought v taki bitki Velika Britanija izšla kot zmagovalka. Nemci so zato taktično poskušali v boj v plitvem obalnem pasu zvabiti dele britanske flote, tam pa bi minska polja, manjši torpedni čolni in podmornice izenačile moči.
V prvih dveh letih vojne sta se tako v Severnem morju zgodili le dve večji pomorski bitki, Bitka pri Heligoland Bightu,  Bitka pri Dogger Banku, 31. maja 1916 pa se je zgodila največja pomorska bitka med Veliko Britanijo in Nemčijo, Bitka pri Jutlandu. Po tej bitki se je nemška mornarica umaknila v pristanišča, od takrat naprej pa se ni več spuščala v velike pomorske bitke z britansko floto.
V Črnem morju so se prav tako odvijali le manjši spopadi med rusko in otomansko floto. V Baltiku so se odvijali pretežno napadi na konvoje, pri čemer so veliko vlogo odigrala obsežna minska polja. V Jadranskem morju je bila situacija podobna tisti iz Severnega morja. Avstro-Ogrska vojna mornarica je bila tam onemogočena s pomorsko blokado, ki sta jo na jugu izvajali Francija in Velika Britanija. V Sredozemskem morju je bila med prvo svetovno vojno edina omembe vredna vloga bojnih ladij pri desantu na Gallipoli.

## Druga svetovna vojna
Bojne ladje so med drugo svetovno vojno odigrale stransko vlogo v pomorskih bitkah v Atlantiku, Pacifiku ter v Sredozemlju. V Atlantiku se je sicer večina bitk odvijala med rušilci in podmornicami, kljub temu pa so bojne ladje svojo vlogo odigrale predvsem z vidika podpore pomorskim desantom ter z vidika zastraševanja.  V Pacifiku so glavno vlogo v pomorskih bitkah odigrale letalonosilke, vendar pa je v tem delu sveta vloga bojnih ladij v pomorskem vojskovanju veliko večja kot kjer koli drugje.
Ob izbruhu vojne je veljalo splošno prepričanje, da bodo letalonosilke ključ do vojaškega uspeha na morjih, vendar pa so v prvih letih vojne to vlogo prevszele prav bojne ladje. Tako sta nemški bojni ladji Scharnhorst in Gneisenau junija leta 1940 ob zahodni obali Norveške presenetili in v napadu potopili britansko letalonosilko Glorious. To je bila zadnja bitka v zgodovini, v kateri je nasprotnik s topovi potopil letalonosilko
V zadnjih letih vojne so letalonosilke vendarle prevzele glavno vlogo strateškega pomorskega orožja. Tehtnica pomorskega bojevanja se je tako dokončno prevesila v korist mornariškega vojnega letalstva, kar so dokazali britanski letalski napadi v bitki pri Tarantu ter potopitev nemške bojne ladje Bismarck, ki so jo v Severnem morju potopila britanska torpedna letala.
7. decembra 1941 so Japonci v napadu na Pearl Harbour potopili pet od osmih ameriških bojnih ladij, ostale pa poškodovali. Tako so za nekaj časa pridobili pomorsko premoč, ki pa so jo z razvojem ameriške taktike kmalu izgubili. S potopitvijo britanske bojne ladje Prince of Wales in bojne križarke Repulse, ki sta ju potopili japonski bombniki, se je izkazalo, da so velike vojne ladje brez zadostne zračne podpore lahka tarča nasprotnikovih letal.
Bojne ladje so v Pacifiku sicer igrale vlogo pri mnogih pomorskih bitkah (Bitka v Koralnem morju, Bitka pri Midwayu, ...), vendar pa so jih povsod zasenčile letalonosilke in njihova letala. Bitke so se namreč odvijale izven vidnega kontakta flot, zaradi česar ladijski topovi bojnih ladij niso koristili. Edino pomembnejšo vlogo so bojne ladje odigrale pri ameriških desantnih operacijah na pacifiške otoke, kjer so z večdnevnim obstreljevanjem obrambnih položajev redno pripravljale teren za izkrcanje pehote. Kasneje so s svojo prisotnostjo nudile tudi protiletalsko zaščito kopenskim silam.
Zadnji neposrednji spopad bojnih ladij v zgodovini se je zgodil 25. oktobra 1944 v Bitki v ožini Surigao, v kateri je številčno močnejša in bolje opremljena ameriška skupina ladij v topovski bitki razbila manjšo skupino japonskih ladij, ki so jih pred tem že napadli ameriški rušilci s torpedi. V tej bitko so bile vse ameriške bojne ladje razen ene pred tem potopljene v japonskem napadu na Pearl Harbour, a so jih kasneje dvignili in popravili. V tej bitki je zadnjo salvo neposredno na nasprotnikovo bojno ladjo v zgodovini izstrelila ameriška bojna ladja Mississippi.

## Poimenovanje v drugih jezikih
V angleščini je izraz battleship, včasih tudi ameriško angleško (slengovsko) battlewagon (dobesedno bojna vojna ladja). Leta 1794 so izraz line-of-battle ship (ladja bojne linije) skrajšano zapisali kot battle ship. Proti koncu 1880-tih so vedno bolj začeli uporabljati izraz eskadrna oklepnica. Leta 1892 so pri preklasifikaciji britanskega vojnega ladjevja začeli uporabljati izraz battleship za razred supertežkih ladij, kamor so uvrščali več še posebej težkih eskadrnih oklepnic.
- v  francoščini je izraz cuirassé.
- v japonščini je izraz 戦艦 (せんかん) - senkan ali gunkan.
- v nemščini je izraz Schlachtschiff.

V ruščini je sodobni izraz linkor, линкор, akronim od starejšega izraza линейный корабль - linijska vojna ladja. Tako so v Rusiji z novo klasifikacijo vojnih ladij, izdano 10. oktobra 1907, poimenovali nov tip ladij v spomin na starejše lesene parne linijske (vojne) ladje.
- v hrvaščini in srbščini sta izraza bojni brod in бојни брод.

## Bojne ladje vojnih mornaric sveta
- Vojna mornarica ZDA
- avstro-ogrska vojna mornarica
- vojna mornarica Združenega kraljestva
- Ruska imperialna vojna mornarica